# Sint-Agathakapel (Kapel-Avezaath)
De Sint-Agathakapel is een protestantse kerk in Kapel-Avezaath. Hij is genoemd naar de heilige Agatha van Sicilië. Volgens de Tielse Kroniek werd de eerste kapel op 2 mei 1332 ingewijd.
Vóór de reformatie viel de kapel onder de Sint-Lambertuskerk te Kerk-Avezaath. 
Kapel-Avezaath valt met buurdorp Kerk-Avezaath onder de Protestantse gemeente Kerk- en Kapel-Avezaath.

## Historie
Rond 1400 is er een koor aan het schip toegevoegd. In de zestiende eeuw is dit koor vernieuwd. Het doophek stamt uit de 17e eeuw, de preekstoel uit de achttiende eeuw. In de Tweede Wereldoorlog is de koperen klok verloren gegaan en omgesmolten. In 1978 is de kapel geheel gerestaureerd.